# Бок, Эберхардт Отто Георг фон
Барон Эберхардт Отто Георг фон Бок (умер 21 января 1814) — ганноверский генерал-майор британской армии во время наполеоновских войн.

## Биография
Бок происходил из старой военной семьи и вступил в ганноверскую кавалерию около 1781 года. Указывается, что в 1789 году он был первым лейтенантом 6-го ганноверского драгунского полка, а в 1800 году капитаном. Он служил в ганноверской гвардии под командованием Фрейтага во время фландрской кампании и получил два лёгких сабельных ранения в руку и голову в битве при Фамаре 23 мая 1793 года.
После роспуска ганноверской армии по итогам конвенции в Лауэнбурге Бок вместе с некоторыми другими офицерами отправился в Англию. Там он собрал четыре отряда тяжёлой кавалерии, ставших 1-м драгунским полком Королевского германского легиона (КГЛ), а 21 апреля 1804 года был произведён в полковники. Полк был сформирован в Уэймуте и пользовался особой поддержкой Георга III. Фон Бок возглавлял этот полк во время ганноверской экспедиции лорда Кэткарта в 1805 году, а также в Ирландии, куда его полк был направлен после возвращения домой. Из Ирландии Бок, получивший в 1810 году звание генерал-майора, в 1811 году отправился на Пиренейскую войну, командуя бригадой, состоящей из двух полков тяжёлой кавалерии КГЛ, с которой он участвовал в походах в Испанию и юг Франции в 1812-13 гг. Стойкость и отвага тяжёлых кавалеристов Бока неизменно завоёвывали похвалу, особенно 23 июля 1812 года, на следующий день после победы в Саламанке, когда во время битвы при Гарсиа-Эрнандес они атаковали, разбили и взяли в плен три батальона французской пехоты, которые были построены в каре; это боевое построение обычно считается практически неуязвимым для кавалерии.
Бок был назначен временным командующим кавалерией Веллингтона во время выздоровления Степлтона Коттона в июле-октябре 1812 года и снова в декабре 1812-июне 1813 года. Он служил в арьергарде во время отступления из Бургоса в 1812 году, допустив одну из редких ошибок во время засады в Вента-дель-Посо (Вильодриго) 23 октября. 21 июня 1813 года он сражался в битве при Витории.
Бок страдал от близорукости — перед атакой в Гарсии-Эрнандеса просил указать ему, в какой стороне находится враг.
21 января 1814 года Бок утонул вместе со своим сыном Льюисом и другими офицерами, когда по пути в Англию транспортный корабль «Беллона» потерпел крушение на скалах Тульбест. Его тело было выброшено на берег возле маленькой бретонской деревушки Плёбьян и там же похоронено.